# Torre Scampamorte
La Torre Scampamorte è una torre costiera nel comune di Lesina sull'istmo che separa il Lago di Lesina dal mare Adriatico.
È una torre Aragonese, e fa parte della fitta rete di controllo delle coste durante il dominio aragonesi.
L'ubicazione di Torre Scampamorte su un tratto di duna sabbiosa lunga oltre 27 km, non permetteva l'utilizzo di pietre reperibili in loco (come succedeva per la maggior parte delle torri), pertanto tutto il materiale fu reperito altrove.
Il rivestimento con intonaco, per preservarla dalle intemperie, è stato sostituito con un rivestimento particolare costituito dal fango melmoso del Lago di Lesina, secondo tecniche costruttive probabilmente suggerite dai pescatori locali. 
La torre ha pianta quadrangolare a tronco di piramide con una scarpatura che varia generalmente dai 5 ai 10 gradi. Mancano molti elementi delle comuni torri costiere tra cui la monumentale scala che permetteva l'accesso al primo livello, le caditoie.
La sua posizione arretrata rispetto al profilo della costa la fa probabilmente collocare tra le torri di avvistamento ma senza funzioni difensive. doveva servire a sorvegliare l'antica foce di S. Andrea (nel Medioevo chiamata Fuci vetere), che permetteva l'accesso dal mare al lago. 
All'interno, come anche negli altri casi, le volte dei due livelli sono poste ortogonalmente tra di loro, per evitare possibili sfiancamenti e garantire staticità alla struttura. 
Ogni lato della torre si aggira intorno ai 12 metri e raggiunge un'altezza di circa 10 metri. 
La scala che dà accesso al piano superiore è ricavata nello spessore delle mura che si aggira sempre intorno ai 3 metri.
Nei pressi della torre vi era, fino alla prima metà del XX secolo, una foce (omonima) che collegava il lago al mare permettendo, insieme alle altre tuttora esistenti di Schiapparo e Acquarotta, lo scambio delle acque.
La torre si inserisce in un punto dell'istmo del Lago di Lesina di notevole interesse naturalistico, costituito interamente di dune sabbiose inverdite dalle più variegate forme di macchia mediterranea, nonché zona di popolamento faunistico e, specificamente, aviario per cui sono dislocati alcuni punti di avvistamento utili per il molto praticato bird-watching).

## Torre Scampamorte e il maremoto del 1627
Le torri costiere, grazie alle tecniche costruttive degli architetti militari dell'epoca, anche se costruite con materiali poveri reperiti in loco, hanno resistito alle intemperie e alle furie del mare. Nel 1627, un maremoto colpì questo tratto di costa e se la torre è ancora in piedi vuol dire che ha resistito alla furia del mare. Esiste una leggenda a questo proposito, dalla quale pare che ne derivi il nome della fabbrica. (leggenda resa nota dal prof. Giuseppe Ritoli)
La leggenda narra di due soldati che erano a guardia della Foce Sant'Andrea quando trovarono scampo nelle mura della torre nel momento in cui lo tsunami investì l'istmo. Da qui quindi ne deriverebbe il nome “scampa morto” o “scampa morte”.